# Elajoplast
Elajoplast ali elaioplast je rastlinski plastid in eden izmed treh glavnih oblik levkoplastov (poleg amiloplasta in proteinoplasta). Med glavne funkcije elaioplastov spadata sinteza in shranjevanje maščobnih kislin, terpenov in drugih lipidov. Te organele je moč najti v kličnih listih in prašnikih mnogih kritosemenk.

## Opis
Kot drugi levkoplasti so tudi elajoplasti nepobarvani (nepigmentirani) celični organeli, ki so zmožni prehajanja med različnimi oblikami plastidov. Elajoplasti so odgovorni za shranjevanje in presnovo lipidov v rastlinskih celicah. Tako so denimo nedavne študije pokazale, da ti organeli sodelujejo pri nastajanju terpenov in maščobnih kislin. Navadno so to majhni, okroglasti organeli, v katerih se nahajajo oljne kapljice. Elaioplasti poleg ostalih komponent vsebujejo tudi določene beljakovine (npr. fibriline). V semenih so ti organeli ključni pri zagotavljanju lipidov, ki se bodo pretvarjali v ogljikohidrate, slednji pa predstavljajo gorivo za rast embrija. Veliko elajoplastov je tudi v olupkih citrusov, kjer so ti organeli pomembni za nastajanje terpenov.

## Razvoj
V rastlinskih celicah ti organeli (tako kot tudi drugi tipi plastidov) nastanejo iz proplastidov v delečem se tkivu poganjka, tako imenovanih meristemih. Proplastidi so nediferencirana oblika, ki se zmore razviti v razne tipe plastidov. Smer razvoja pogojuje tkivo, v katerem se specifični proplastid nahaja. V celicah vegetativnih organov se proplastidi navadno diferencirajo v eno izmed oblik in se nato navadno ne pretvarjajo več, medtem ko so za spolne celice značilni plastidi, ki pogosto prehajajo iz enega tipa v drugega.

## Izvor in dednost
Plastidi naj bi bili posledica tako imenovane endosimbiontske teorije, ki pravi, da naj bi pred več kot bilijonom let bakterija vase sprejela fotosintetsko bakterijo. Med dokaze, ki podpirajo endosimbiontsko poreklo evkariontov, spadajo tudi neodvisne značilnosti genoma plastidov, ki močno spominjajo na dednino modernih cianobakterij. Od omenjenega dogodka združitve se je dednina plastidov močno reducirala, saj moderni plastidi kodirajo le od 100 do 2500 beljakovin, medtem ko je za druge naloge zadolženo celično jedro.
Kot drugi plastidi se tudi elaioplasti pomnožujejo s pomočjo enostavne predelitve celice (binarne fizije) neodvisno od delitve materinske celice. Do tovrstne fizije pride tik pred citokinezo, nakar se produkti prenesejo v hčerinski celici kot sestavine citoplazme. Elajoplasti si z drugimi plastidi istega organizma delijo enak plastom (plastidni genom), ki se (pri kritosemenkah) navadno podeduje preko materine linije.